# Personal Information Manager
Ein Personal Information Manager (englisch für persönlicher Informationsverwalter), kurz PIM, ist eine Software, die persönliche Daten wie Kontakte, Termine, Aufgaben und Notizen organisiert und verwaltet. Er stellt die elektronische Variante eines Organizers dar.

## Eigenschaften und Funktionen
PIM-Software kann sowohl für einzelne Benutzer als auch für den Betrieb in Netzwerken (LAN oder WAN) konzipiert sein. Bei Netzwerk-Lösungen spielt die Benutzerverwaltung eine wichtige Rolle, da jeder Benutzer seine eigenen Daten verwalten möchte und nicht alle Benutzer alle Daten ansehen oder bearbeiten sollen. Ferner spielt PIM-Software auf Handheld-Computern, PDAs, Smartphones und sogar Mobiltelefonen eine wichtige Rolle.
Da viele unterschiedliche Daten zu verwalten sind, werden an die Speicherverwaltung von PIM-Software besonders hohe Anforderungen gestellt. Aus Sicht des Anwenders ist außerdem die Ergonomie der Benutzeroberfläche wichtig. Bekannte Benutzeroberflächen (PIMs), wie:
- Rolodex: orientieren sich an rotierbaren Karteikarten-Systemen.
- Filofax: orientieren sich an ringbuchartigen Papier-Organizern.
- Outliner: benutzen eine baumartige Navigationsstruktur, ähnlich dem Aufbau einer Webseite im Internet.

## Anforderungen
Neben Grundfunktionen für Adressen-, Termin-, Aufgaben- und Notizverwaltung werden häufig weitere Funktionen von PIMs gewünscht:
- Unterstützung von selbst definierten Datenfeldern in der Adressverwaltung
- Möglichkeit der Speicherung von Bildern und deren Verwaltung
- Erinnerungsfunktion zu bestimmten Zeiten an Termine und Geburtstage
- Import und Export von Daten
- Synchronisation bzw. Datenaustausch mit mobilen Endgeräten wie Blackberry-, Palm- und Pocket-PC-Geräten sowie Mobiltelefonen
- Verwaltung von elektronischen Dokumenten wie Faxe, E-Mails, Web-Feeds oder Newsgroup-Einträge.

## Verbreitete PIMs
| Programm                           | Betriebssystem                                                   | Lizenz                                     | Eigenschaften |
| ---------------------------------- | ---------------------------------------------------------------- | ------------------------------------------ | --- |
| Apple iCal mit Adressbuch und Mail | Mac OS X                                                         | proprietär                                 | Adressen, Aufgaben, Kalender/Termine, Mails, Notizen, RSS-Feeds                                                                                             |
| Dex                                | plattformunabhängig                                              | proprietär                                 | Adressen, Aufgaben, Kalender/Termine, Mails, Notizen, Erinnerungen                                                                                          |
| EGroupware                         | plattformunabhängig                                              | proprietär, GPL                            | Adressen, Aufgaben, CMS, Dokumentenverwaltung, Kalender/Termine, Mails, Nachrichten, Projektmanager, Ressourcenmanagement, Stundenzettel, Wiki, Wissensbank |
| Evolution                          | Linux                                                            | Freie Software, GPL                        | Adressen, Aufgaben, Kalender/Termine, Mails, Nachrichten, Notizen, RSS, Newsreader                                                                          |
| Kontact                            | Unix, Linux/KDE, Mac OS X, Windows                               | freie Software, GPL                        | Adressen, Aufgaben, Kalender/Termine, Mails, Nachrichten, Notizen, Wetter                                                                                   |
| Lotus Organizer                    | Windows                                                          | proprietär                                 | Adressen, Aufgaben, Kalender/Termine, Notizen |
| Microsoft Outlook                  | Windows, Mac OS X                                                | proprietär                                 | Adressen, Aufgaben, Journal, Kalender/Termine, Mails, Notizen                                                                                               |
| Mozilla Sunbird                    | plattformunabhängig                                              | freie Software, GPL                        | Aufgaben, Kalender/Termine |
| Mozilla Thunderbird mit Lightning  | plattformunabhängig                                              | freie Software, GPL                        | Adressen, Aufgaben, Kalender/Termine, Mails, Nachrichten, Notizen, RSS                                                                                      |
| MyInfo                             | Windows                                                          | proprietär                                 | Aufgaben, Bookmarkverwaltung, Journal, Outliner, Notizen |
| Open-Xchange und MailXchange       | plattformunabhängig                                              | freie Software, GPL                        | Adressen, Aufgaben, Dokumentenverwaltung, Kalender/Termine, Mails, Widgets                                                                                  |
| Palm Desktop                       | Windows / Mac OS                                                 | Wird mit Palm Taschencomputer mitgeliefert | Adressen, Aufgaben, Kalender, Notizen |
| PhpGroupWare                       | plattformunabhängig                                              | freie Software, GPL                        | Adressen, Aufgaben, Dokumenten-/Bookmarkverwaltung, Kalender/Termine, Mails, Projektmanager, Wiki, Wissensbank, Chat, Helpdesk / Trouble Ticket System      |
| Taskwarrior                        | Linux, semi-cross-platform (Windows Subsystem for Linux, Cygwin) | freie Software, MIT-Lizenz                 | Zeit- und Aufgabenmanagement mit Kommandozeilen-Interface                                                                                                   |
| Org-mode                           | Erweiterung für Emacs                                            | freie Software, GPL                        | Aufgaben, Kalender/Termine, Notizen |

## Marktsituation
Seit Jahren wird das PIM-Software-Segment von Microsoft Outlook dominiert. Dieses Programm ist Bestandteil des Office-Paketes Microsoft Office und entsprechend weit verbreitet. Es existieren für den professionellen Einsatz auch alternative proprietäre Produkte.
Die freien Office-Pakete OpenOffice.org und LibreOffice enthalten keinen eigenen PIM, doch es gibt alternativ PIM-Software wie Kontact, Evolution und Mozilla Thunderbird mit der Erweiterung (Add-On) Lightning als Ersatz.

## Web-PIMs
Sogenannte Web-PIMs sind Server, die über Webbrowser genutzt werden. Nachdem man sich mittels Passwort eingeloggt hat, findet man eine vertraute Arbeitsumgebung mit allen seinen Adressen und Terminen vor.
Der wesentliche Vorteil liegt darin, dass die Verfügbarkeit der Daten nicht von der Verfügbarkeit des persönlichen Computers abhängt. Ein Web-PIM im Internet ist weltweit mit jedem Gerät nutzbar, das aufs Internet zugreifen und Webseiten darstellen kann. Nachteilig ist, dass die Verfügbarkeit der Daten von der Verfügbarkeit der Server und der Netzwerkverbindung abhängt.
Eine frühe Lösung dieser Art ist OpenMail. GroupWise bietet die Nutzung über Webbrowser seit 1996. Seit 1998 gibt es auch Outlook Web Access. Mittlerweile gibt es auch entsprechende Software, die kostenlos oder sogar Open Source ist, zum Beispiel phpGroupWare. Allen gemein ist der zusätzliche Vorteil, dass sie die Daten mehrerer Benutzer verwalten, die deshalb Daten gemeinsam nutzen können.
Inzwischen gibt es im Internet auch kostenlose Dienste, die sich zu einem über Webbrowser nutzbaren PIM kombinieren lassen, beispielsweise von Google und Yahoo. Die Inanspruchnahme eines solchen Dienstleisters setzt allerdings Vertrauen in dessen Integrität voraus.
Die dynamische Entwicklung der Web-Applikationen führt dazu, dass Web-PIMs mit anderen Web-Applikationen zusammenwachsen. So kombiniert z. B. Airset die Funktionen eines PIMs mit denen eines oder auch mehrerer sozialer Netzwerke und Cloud-Computing.